# Den republiky (Jugoslávie)

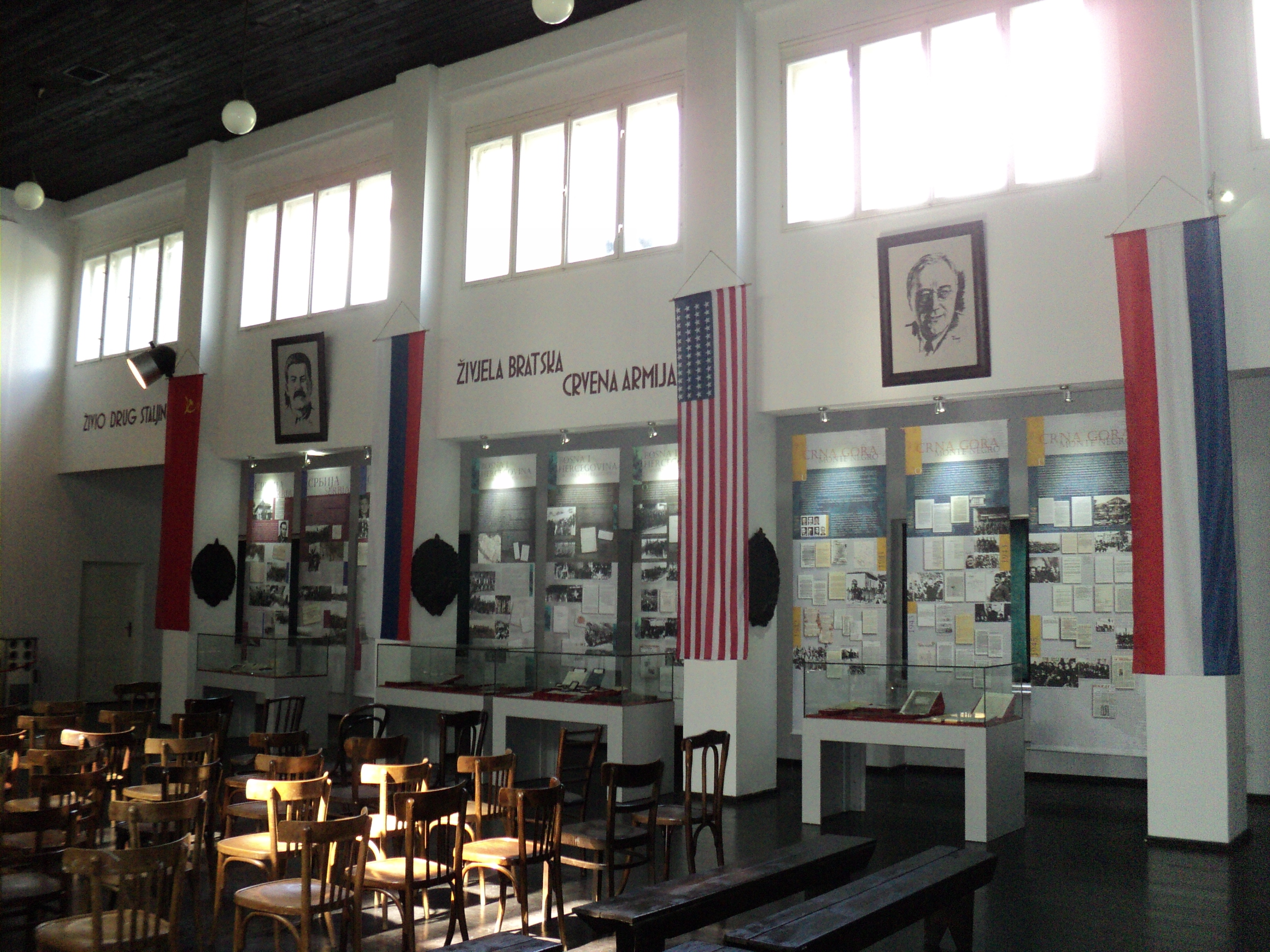
Muzeum zasedání Antifašistické rady národního osvobození Jugoslávie ve městě Jajce. Zasedání partyzánů, které rozhodlo o federalizaci země a zákazu návratu krále do vlasti slavila socialistická Jugoslávie jako tzv. Den republiky.

Den republiky (srbochorvatsky Dan Republike/Дан Републике, slovinsky Dan republike, makedonsky Денот на Републиката, maďarsky A köztársaság napja, albánsky Dita e Republikës) byl jeden z hlavních svátků, který se slavil v socialistické Jugoslávii. Připomínal události 2. zasedání Antifašistické rady národního osvobození Jugoslávie, které se uskutečnilo dne 29. listopadu 1943 v bosenském městě Jajce. 
Svátek sloužil jako manifestace komunistického režimu, který si v Jugoslávii připomínal příchod k moci (byť postupný). Konaly se četné přehlídky a byla udělována ocenění. Jugoslávské televizní stanice během tohoto dne běžně vysílaly filmy s partyzánskou tematikou. Organizace pionýrů přijímaly tohoto dne slavnostně své nové členy. Svátek byl oblíben v celé zemi; konala se četná rodinná setkání a v Srbsku byl vhodnou příležitostí pro zabijačku. Jugoslávská média na den 29. listopadu často psala nejen o oslavách doma, ale i v diaspoře po celém světě. Oslavy tehdy organizovala jednotlivá velvyslanectví země po světě.
V roce 1987 vydala skupina Zabranjeno pušenje píseň s názvem Dan republike, ve které kritizovala ekonomické poměry v zemi a úpad kultu partyzánského hnutí.
Po rozpadu země byl tento svátek postupně rušen v jednotlivých republikách bývalé federace. Nejdéle zůstal v platnosti v Srbsku, kde byl oficiálním svátkem až do 14. listopadu 2002, kdy byl jednou z komor svazové skupštiny SR Jugoslávie zrušen. V současné době si jej připomínají především váleční veteráni z druhé světové války a jejich organizace. 